# Edosa crassivalva
Edosa crassivalva är en fjärilsart som beskrevs av László Anthony Gozmány. Edosa crassivalva ingår i släktet Edosa och familjen äkta malar. Inga underarter finns listade i Catalogue of Life.